# Børøybroen
Børøybroen (norsk: Børøybrua) er en bjælkebro som går over Børøysundet mellem Børøya og Stokmarknes på Hadseløya i Nordland fylke i Norge. Sammen med Hadselbroen knytter den Hadseløya til Langøya. Børøybroen er 326 meter lang og har en gennemsejlingshøjde på 15 meter . Den er en del af riksvei 82.
Børøybroen blev officielt åbnet 1. juli 1967, som den første af de længere broer i Vesterålen. Hadsel kommune finansierede og byggede broen, efter at kommunen havde købt Børøya i 1963. Børøybroen fik bygget fortov på i 1980'erne.